# Puebla de las Mujeres
Puebla de las mujeres es una obra teatral en dos actos del género de la comedia escrita por los Hermanos Álvarez Quintero y estrenada el 17 de enero de 1912 en el Teatro Lara de Madrid.

## Argumento
Trata de un abogado que llega a un pueblo andaluz, y le atribuyen estar enamorado de una jovencita.

## Personajes
- Don Julián (el cura): Es el párroco del pueblo. Suele emplear bastantes diminutivos.
- Santita: Es algo sorda. Aunque no escuche, siempre se entera cuando está cantando Dieguilla, la criada. Dice que "en casa de un cura no se cantan copluchas". Es la hermana de Don Julián.
- Dieguilla: Es la más joven y revoltosa de las criadas. Le gusta cantar los fandanguillos de su pueblo, pero su señora no comparte esa afición.
- Adolfo Adalid: Personaje principal. Es un abogado que llega a Puebla de parte de su tía, Esperanza Lucena, a resolver unos asuntos. Pero nada más llegar salta el rumor de que está enamorado de Juanita la Rosa.
- Concha Puerto: El papel cómico de la obra; es la cotilla del pueblo, y está casada con Bobadilla.
- Ángela: Hija de Santita, sobrina de Don Julián
- Pilar: Hija también de Santita y sobrina de Don Julián.
- Pepe Lora: El "malo" de la obra. Lleva comicidad al ser un cateto de pueblo, que está empeñado por todos los medios en que Juanita la Rosa no tenga novio porque ella lo dejó a él.
- Doña Belén: La tía de Juanita. Es una señora muy rígida, que no permite a su sobrina disfrutar de la vida. Su nombre completo es "Doña Belén Zurita, señora de Gómez-Valdivieso".
- Juanita la Rosa: Sobrina de Doña Belén, en el pueblo se rumorea que está enamorada de Adolfo Adalid.
- Don Cecilio (el médico): Es el que suele resolver los conflictos familiares del pueblo. Hace 35 años se corrió el rumor de estar enamorado de la que ahora es su mujer. Dicen que en su casa es él quien se encarga de las tareas domésticas.
- Muchacha: Aparece en el primer acto, le pide a Don Cecilio que cure a su hermana de un insulto que le ha dado su novio.
- Sacristán de San Antonio: Aparece en el segundo acto, cuando pilla a Adolfo y a Juanita juntos, para luego contárselo a Doña Belén.
- Guitarra: Con mucho salero, es el criado de Concha Puerto.

## Personajes adiegéticos
- Ramón: Hermano de Santita y Don Julián,que se metió en un poblacho.
- José: Marido de Doña Belén y tío de Juanita. Concha le llama Pepe.
- Bobadilla: Marido de Concha Puerto. Le guarda una gasa negra a su primera mujer, y a pesar de ser hombre de pelo en pecho, le ruega al dentista que no le saque la muela que tanto le duele.
- Inocencio Parra: Viudo recientemente, le toman por sinvergüenza por llevar pantalones blancos y silbarle una petenera al loro.
- Manolo Corrales: Antiguo novio de Juanita, fue espantado por Pepe Lora.
- Esperanza Lucena: Tía de Adolfo, al que manda a Puebla a arreglar unos asuntos. Muy amiga de Doña Belén.
- Pablo Lobo: Tiene fama de ladrón y falso.
- Madre de Pepe Lora: Manda a su hijo a que le traiga la novela de D.Julián.
- Hermana de la muchacha: Su novio le produjo un insulto al tomar copas de más para dejarla.
- Mujer de D.Cecilio: Fea como un demonio, en Puebla sus hijas poseen el sobrenombre de "El saldo de crepé".

## Representaciones destacadas
- Teatro (Estreno, 1912). Intérpretes: Joaquina Pino, Catalina Bárcena, Leocadia Alba, Mercedes Pardo, Virginia Alverá, Luis Manrique, Alberto Romea.
- Teatro (Teatro Español, 1941). Intérpretes: Carmen Carbonell, Concha Catalá, María Luisa Moneró, Fifí Morano, Julia Caba Alba.
- Cine (1953). Dirección: Antonio del Amo. Intérpretes: Milagros Leal (Concha Puerto), Rubén Rojo (Adolfo Adalid), Cándida Losada (Esperanza), Matilde Muñoz Sampedro , Marujita Díaz (Juanita la Rosa), Julia Pachelo, Antonio Riquelme (Telegrafista), Joaquín Roa (Don Félix), Luisa Sala, Amparo Soler Leal (Angelita), Francisco Arenzana (Pepe Lora) , Manuel de Juan (Cecilio Olivares), José Prada (Don Julián).
- Televisión (14 de julio de 1965, en el espacio de TVE Primera fila). Intérpretes: Ana María Vidal, Marta Puig, Victoria Avilés, Simón Cabido.
- Televisión (12 de noviembre de 1971, en el espacio de TVE Estudio 1). Intérpretes: Lola Herrera, María Luisa Ponte, Nélida Quiroga, Jaime Blanch, Mary Delgado, Alfonso del Real, José Orjas.